# Руставели театар
Руставели театар (груз. შოთა რუსთაველის სახელობის აკადემიური თეატრი Shota Rustavelis Sakhelobis Akademiuri Teatri) је највећи и један од најстаријих театара у Грузији, налази се у Тбилисију.  Изграђен је у рококо стилу 1887. године, а од 1921. године носи име грузијског националног песника Руставели. 

## Историја и архитектура
Зграда је основана 1887. године као "Уметничко друштво". На захтев Уметничког друштва, неколико познатих уметника је позвано да насликају фреске на зидовима и плафонима. У сликању су учествовали најпознатији грузијски сликари Ладо Гудиашвили и Давид Какабадзе, као и познати позоришни дизајнер Сергеј Судејкин, који је познат по раду у Руском Балету у Паризу и Метрополитен опери. Пројекту су се придружила и друга два позната сликара, Мосе и Иракли Тоидзе. Ремек дела која су некад красила нижи део Руставели театра уништена су за време совјетске владавине, за сада је рестауиран само мали део фресака. 
Од 1921. године зграда носи име Руставели театар. Изградњу позоришта је финансирао грузијски индустријалац Александр Манташев а дизајнирали су га Корнел K. Татишчев и Александр Шимкевич, Општински архитекте Тбилисија.
Од 2002. до 2005. позориште је прошло кроз темељно реновирање, које је у највећој мери финансирао грузијски бизнисмен Бидзина Иванишвили. 

### Позоришне сцене
У театру постоје три позоришне сцене, главна сцена (око 800 седишта), мала сцена (283 седишта) и црно позориште (182 седишта) за специјалне представе. Позориште је такође на располагању за конференције и догађаје и има велику дворану, малу салу и мали предворје.

## Галерија слика
- Прва фотографија Руставели театра.
- Рококо плафон
- Седишта у главној сали
- Декоративни плафон.